# Maureen Chiquet
Maureen Chiquet, née le 9 mars 1963 à Saint-Louis dans l'État du Missouri aux États-Unis est une femme d'affaires américaine.

## Biographie
Diplômée de Yale, Maureen Chiquet entame sa carrière chez L'Oréal à Paris en tant que chef de produit. Après avoir rejoint les États-Unis pour un poste chez GAP puis chez Old Navy, elle intègre la filiale américaine de Chanel en 2003. Nommée directrice de Chanel aux États-Unis en 2004, elle obtient le poste de PDG du groupe Chanel en 2007. Après neuf années à la tête de la maison de mode, elle démissionne de son poste le 27 janvier 2016, remplacée par Alain Wertheimer, alors président du groupe.
En 2007, à la suite de sa nomination à la tête du groupe Chanel, elle est classée 80e femme la plus puissante au monde par le magazine Forbes. 

## Mandats sociaux
- 2009 : Membre du conseil de surveillance de Vivendi